# إدموند بلات
إدموند بلات (بالإنجليزية: Edmund Platt)‏ هو مُحرِّر وصحفي وسياسي أمريكي، ولد في 2 فبراير 1865 في الولايات المتحدة، وتوفي في 7 أغسطس 1939 في الولايات المتحدة. حزبياً، نشط في الحزب الجمهوري. وقد انتخب عضو مجلس النواب الأمريكي.